# Kung Orres grav

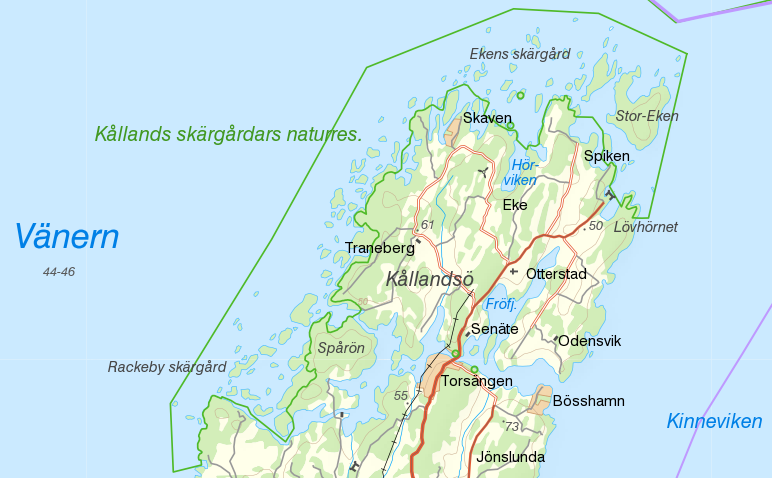
Kålland im südlichen Vänern

Kung Orres grav (deutsch König Orres Grab) ist eine Steinkiste auf der Halbinsel Kålland, die sich im südlichen Vänern in Västergötland, Schweden, einige Kilometer nach Norden erstreckt. Sie ist nach der nordisch-mythologischen Figur „Kung Orre“ (König Orre) benannt, der in dieser bestattet sein soll.
An der Spitze der Halbinsel, an der Straße, die die vorgelagerte Kållandsö mit dem Festland verbindet, führt ein Waldweg zu einem bewachsenen Hügel. An der Spitze des gepflasterten Hügels steht ein Schild, das das Denkmal markiert.
Diese Art von Megalithanlagen wurde zum ersten Mal während der Jungsteinzeit gebaut, aber die Form überlebte im Wesentlichen bis in die frühe Eisenzeit; so ist unklar, aus welcher Zeit die unausgegrabene Steinkiste stammt. Das nördliche Kålland war zumindest seit der Spätbronzezeit besiedelt.
Der Name „Kung Orres grav“ ist aber jünger als das Denkmal. Bis zum 20. Jahrhundert benutzte man in Schweden für etwas, das vor sehr langer Zeit geschehen ist, die Redewendung: „[Es geschah] zu König Orres Zeiten“ (schwedisch på kung Orres tid). Der Sinnspruch war in ähnlicher Form auch in Dänemark gebräuchlich, wo man „zu Arilds Zeiten“ (dänisch fra arilds tid) sagte. Der Begriff stammt aus dem Altnordischen, wo alda der Anfang der Zeit ist. Das altenglische Äquivalent heißt orealdi. Die Steinkiste trägt vielleicht deshalb den Namen eines „Königs vom Anbeginn der Zeit“.
Namen die sich auf einen mythischen oder geschichtlichen König beziehen sind bei mehreren Megalithanlagen (Kung Björns grav, Kung Rings Grav, Kung Östens Grav), bei Grabhügeln („Kung Ises hög“; RAÄ-Nr. Laholm 17:1), bei Rösen (Kung Tryggves grav) und bei Menhiren oder Runensteinen (Kung Anes Sten und Kung Götriks sten, „Kung Kåres sten“, Kung Sigges sten bzw. Menhirpaaren (Kung Råds grav) anzutreffen und sind in Dänemark noch häufiger (Kong Humbles Grav). Großhügel mit einem Durchmesser von mehr als 30 Metern heißen in Schweden oft Kungshögen (deutsch „Königshügel“). Sie sind vorzugsweise um den Mälaren anzutreffen, einige Beispiele finden sich auch in anderen Landschaften. Die Großhügel stammen oft aus der jüngeren Eisenzeit. Einige der größten sind: Anundshög in Västmanland, Grönehög in Bohuslän, Högom in Medelpad, Inglinge hög in Småland, Ledbergs kulle in Östergötland, Skalunda hög in Västergötland, Ströbo hög in Västmanland und die drei Hügel in Alt-Uppsala in Uppland. Der auch als „Kung Björns hög“ bezeichnete Hagahögen im Hågadalen westlich von Uppsala, ein etwa 7,0 Meter hoher Grabhügel mit 45,0 m Durchmesser, gilt als Skandinaviens goldreichstes Bronzezeitgrab.
In der Nähe befinden sich die Gösslunda kyrka und ein Runenstein.